# Palazzo Benincasa (San Giovanni in Fiore)

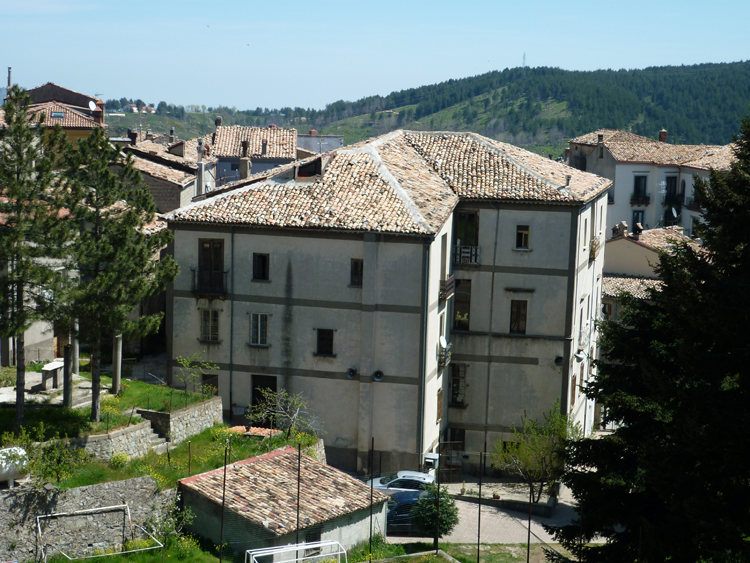
Palazzo Benincasa in San Giovanni in Fiore

Der Palazzo Benincasa ist ein Palast aus dem 18. Jahrhundert im historischen Zentrum von San Giovanni in Fiore in der italienischen Region Kalabrien. Er liegt in der Via Fontanella.

## Geschichte und Beschreibung
Die Familie von Ernesto Benincasa ließ den Palast im Jahre 1735 errichten. Ursprünglich hatte er einen einfachen, regelmäßigen Grundriss. Das heutige Gebäude ist eine Kombination des alten Palastes und späterer Anbauten. Die Umbauten haben die Architektur der Fassaden etwas verändert, insbesondere, was die Fensterrahmen anbetrifft.
Nach dem Zweiten Weltkrieg stiftete die Familie den Palast einer kirchlichen Institution, die ihn zu einem Kindergarten machte. Der Nutzungsänderung folgte eine Reihe von Umbauten (glücklicherweise größtenteils im Inneren), die das Aussehen des Gebäudes veränderten.
Dennoch kann man heute noch den konstruktiven Reichtum und insbesondere die Lage entlang des Hügels an der ‚‚Via Florens‘‘ bewundern. Außerdem ist der Palazzo Benincasa einer der wenigen historischen Paläste in San Giovanni in Fiore, der einen großen, grünen Garten hat.